# スタークラフト (ゲーム会社)
株式会社スタークラフト（STARCRAFT）はかつて存在した日本のゲーム制作会社。主にPC-8801、PC-9801、FM-7、X1などのパソコンを対象に、コンピュータゲームの制作や、海外のゲームを日本向けにローカライズしての移植をしていた。
1980年代初頭に活動を開始し、1995年活動を停止。

## 概要
欧米でも著名な本格派のアドベンチャーゲームやロールプレイングゲームの移植を多くこなし、特にニュー・ワールド・コンピューティング（New World Computing）作品におけるそれは単なる移植ではなく、原盤の仕様とデータを元にスタークラフトが独自につくりあげた作品となっていった。例えば、『マイトアンドマジック』におけるグラフィックとインターフェイスの大幅な改良、同2では本国発売前のゲームすら無い状態で仕様書を元にNWCと同時並行で開発したため、スタークラフトの独自色の強いつくりになり、他にも『ヒーローズ・オブ・マイト・アンド・マジック』の前身である『キングスバウンティ』ではスタークラフト版のみ256色版が出された。
こういった通常の移植を超えた開発作業を続ける内に、ファンタジー(Phantasie)の四作目になる『英雄の血脈』は、スタークラフトが原作者のダグ・ウッドに働きかけてデザインのみしてもらい、後は独自開発して日本でのみ販売される運びとなった。
また、サブブランドのSTUDIOみるくでは、アダルトゲームの開発・販売を手がけていた。
同社が1991年から1993年にかけて発売した『すとりっぷルーレット』というPC-98用脱衣ルーレットゲームのシリーズは、脱衣対象となるキャラクターの局部が修正されていないことでも知られている。

## スタークラフト社の発売作品

### スタークラフト
- アドベンチャーランド
- アマゾン学術探検
- アリババ
- インヘリッド・ジ・アース 嵐のオーブ
- ウィザードアンドプリンセス
  - ウィザードアンドプリンセス ニューバージョン(マシン語による高速描写版)
- ウルティマ2
  - ウルティマ3
- エイリアン・レイン
- カブールスパイ
- 九龍島
  - 闘氣王
- キングスバウンティ
- ギア・ワークス
- クォータースタッフ
- クランストン・マナー
- クリティカル・マス（廉価版では「パニック大作戦」に改題）
- クロスファイアー
- ザ・カウント（廉価版では「ドラキュラ城」に改題）
- ザ・クエスト
  - リングクエスト
- ザ・マジックキャンドル
- ザ・レジェンド・オブ・キランディア
  - キランディア2 ザ・ハンド・オブ・フェイト
- ジェムストンウォーリア
- シャーウッドフォレスト
- 上海
- 照魔鏡の伝説
- スターファイア
- ストレンジオデュッセイ（廉価版では「ふしぎな宇宙ひとり旅」に改題）
- スペースハルク
- ダーウィンズ・ジレンマ
- ダーククリスタル
- タイムゾーン
- ドラゴンウォーズ
- トランシルバニア
  - トランシルバニア2
- トンネルズ&トロールズ カザンの戦士たち
- パイレーツアドベンチャー（廉価版では「海賊物語」に改題）
- ファンタジー ジェルノアの章
  - ファンタジー2 フェロンラの章
  - ファンタジー3 ニカデモスの怒り
  - ファンタジー4 英雄の血脈
  - ファンタジー メモリアルセット
- ファンハウス・ミステリー
- ブードーキャッスル（廉価版では「ブードー教の呪い」に改題）
- ブラックプールの剣
- フリックスミックス
- フューチャーウォーズ 時の冒険者
- マイト・アンド・マジック
  - マイト・アンド・マジック ブック2
  - マイト・アンド・マジック3
  - マイト・アンド・マジック クラウズ・オブ・ジーン
  - マイト・アンド・マジック ダークサイド・オブ・ジーン
- マスカレイド
- ミステリーハウス
- ミッション・アステロイド
- ミッション・インポシブル（廉価版では「スパイ大作戦」に改題）
- 指輪物語 第1章 旅の仲間
  - 指輪物語 第2章 二つの塔
- ユリシーズ
- ライム☆スター
- ラスベガス
- ランギスタンからの脱出
- ランズ・オブ・ロア
- レフティマウス(1986年)
- ローグアライアンス
- ロードウォー2000
- PC8001用ゲームプログラム（クリンゴン、13カイダン、18MATCHES)､1980年
- PC-Lame(ボウリングゲーム),1982年､PC8001用

### STUDIOみるく
- アマゾネス
- すとりっぷルーレット
  - すとりっぷルーレット 過激編
  - すとりっぷルーレット ロリータ編
- 壮陽佳肴
- パワードギャルズ
- 美少女ギャラリー
- マリオネット・マインド